# Prokupac
Prokupac ist eine autochthone Rebsorte in Serbien, die in der Region seit dem Mittelalter (als ‘Rskavac’) bekannt ist. Die gewonnenen Rotweine sind farbkräftig, rubinrot, alkoholreich und besitzen würzige Fruchtaromen. Sie sind eher für den raschen Genuss bestimmt. Häufig wird die Sorte mit internationalen Sorten verschnitten. Von dieser Rebsorte werden auch dunkle Rosé-Weine erzeugt.
Die Sorte wird heute von privaten Betrieben in Serbien ausgepflanzt und sortenrein vinifiziert. Die Weine besitzen ein gutes Wiedererkennungs-Potenzial. Sie sind bereits eine tragende Säule in der Vermarktung der serbischen Weine.

## Abstammung, Herkunft
‘Prokupac’ ist eine autochthone Rebsorte aus Serbien, deren Abstammung nicht bekannt ist. Der Name ‘Prokupac’ bezieht sich auf die Stadt Prokuplje in der Toplička regija. Weinbau in Prokuplje wurde in einer Charta an das Athoskloster Hilandar, durch die Fürstin Milica Hrebeljanović 1395 erstmals erwähnt.

## Verbreitung
‘Prokupac’-Reben dominierten schon den mittelalterlichen Weinbau in Serbien, der durch zahlreiche Urkunden und Gesetze von Zar Dušans (Zakonik), sowie später in der Weinbesteuerung (čabrina) durch Stefan Lazarević geregelt wurde. Bedeutende Weinbaugebiete Serbiens bildeten im 13.–15. Jahrhundert die Weinregion Metochien in der Weinregion Prizrener (Velika und Mala Hoča, Orahovac), sowie später um Kruševac in der Župa sowie längs der Velika Morava.
Durch die Balkankriege, den Ersten Weltkrieg sowie der Dezimierung durch die Reblaus zwischen 1913 und 1923 gab es bei allen nicht veredelten Rebstöcken ein Totalausfall. 1920 wurde in Orahovac ein Neuanfang begonnen. 1923 wurden Rebunterlagen eingeführt. Bei den Neuanlagen wurden zu 95 % die Sorte ‘Prokupac’ ausgepflanzt. 1939 gab es eine Rebfläche von 3236 ha.
Durch Maßnahmen der Verstaatlichung landwirtschaftlicher Betriebe nach dem Zweiten Weltkrieg oblag die Weinproduktion bis 2001 staatlichen landwirtschaftlichen Kombinaten.
Diese Staatskombinate konnten im Übergang qualitativ nicht mehr mit privatwirtschaftlich geführten Betrieben mithalten. Heute dominieren bereits junge Privatbetriebe den Markt mit hochwertigen Weinen von der Sorte ‘Prokupac’.
Die Sorte ist neben Serbien auch in den Ländern Nordmazedonien, Bosnien-Herzegowina, Kroatien und Ungarn in geringem Umfang vertreten.
Die Weltanbaufläche beträgt 15.180 ha.

## Ampelographische Sortenmerkmale

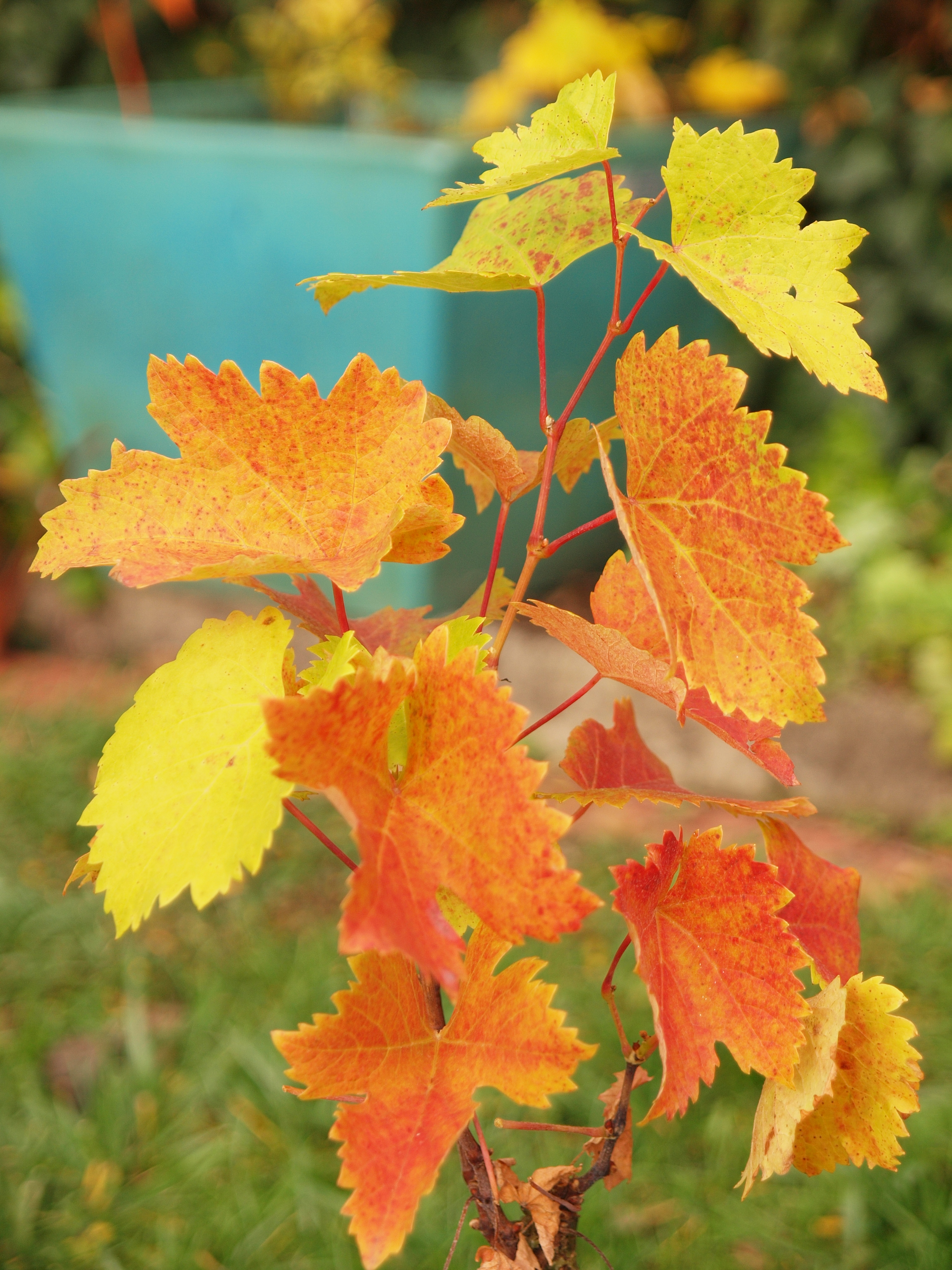
Blattverfärbung im Herbst

- Die jungen Triebe sind rötlich-grün gefärbt und stark behaart.
- Die entwickelten Triebe sind mittelstark bis stark, mit kurzen bis mittellangen Internodien.
- Ausgewachsene Blätter sind mittelgroß bis groß mit meist drei Lappen, wovon die Mittellappe herzförmig geformt ist. Die Oberseite der Blätter ist glatt, unbehaart, unterseits behaart. Die Blattspreite ist dunkelgrün und verfärbt sich im Herbst rötlich.
- Die Traube ist mittelgroß bis groß und hat eine zylindrisch-konischer Form.
- Die Beeren sind mittelgroß, rund bis leicht oval und besitzen eine dicke Beerenhaut. Sie sind dunkelblau gefärbt, mit zahlreichen Punkten und auffälligen Narbenpunkt und sind mit einem starken Reif überzogen.
- Der Triebwuchs ist mittel bis stark.[4]

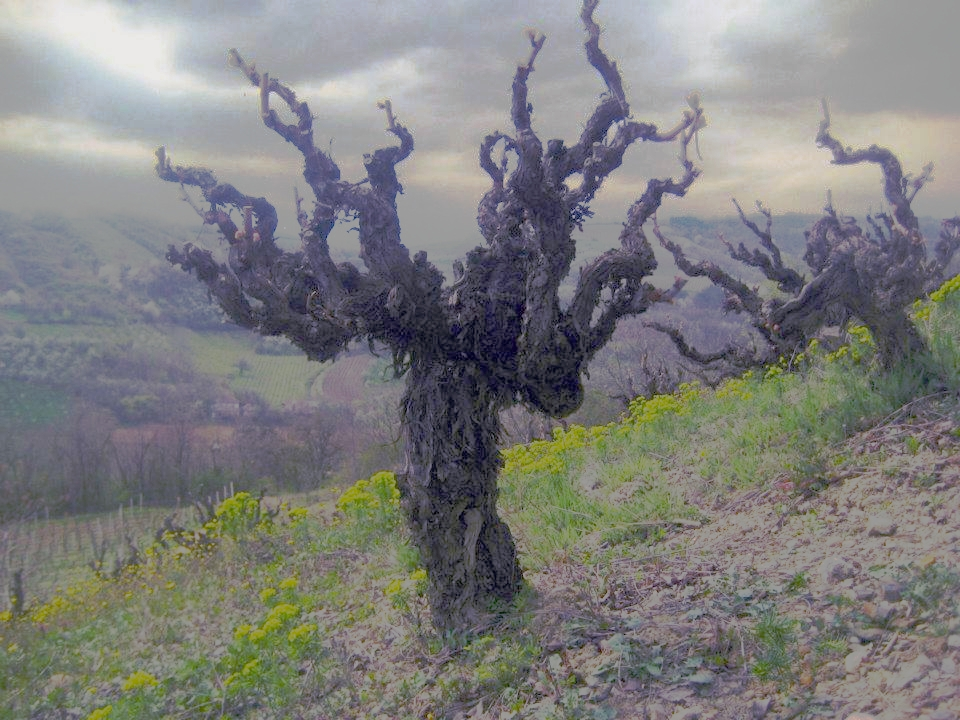
Über 100 Jahre alte sehr kräftige Prokupac-Rebstöcke der Kelterei "Vino Budimir" (u. a. Sub Rosa, Triada) bei Aleksandrovac, Župska regija

Reife: spät

## Eigenschaften
Die Sorte ist ertragreich und sehr anfällig für Falschen Mehltau, jedoch widerstandsfähig gegen Botrytis.

## Wein
Die meist sehr alkoholstarken Weine sind mittel bis stark rubinrot gefärbt. Das Aroma ist würzig nach verschiedenen Früchten. Die Trauben werden für die Rot- und Roséweinerzeugung verwendet und sind eher zum raschen Konsum bestimmt. Häufig wird die Sorte mit internationalen Sorten verschnitten.
Als ehemaliger Massenwein Jugoslawiens, der in den 1970ern und 1980ern auf den Deutschen Markt exportiert wurde, war der Amselfelder-Wein oft verschnitten mit der Sorte ‘Prokupac’. In den damaligen Weingärten hatte die Sorte einen Flächenanteil von 95 %. Im ehemaligen Jugoslawien waren die landwirtschaftlichen Betriebe verstaatlicht. In dieser Zeit wurden von den Exportbetrieben der Amselfelder in bedeutenden Mengen exportiert.

## Synonyme
‘Crnka’, ‘Darchin’, ‘Kamenicarka’, ‘Kamenicharka’, ‘Kamenilarka’, ‘Kamenitscharka’, ‘Karlahanades’, ‘Karnachalades’, ‘Karnachalas’, ‘Majski Cornii’, ‘Negotinsko Crno’, ‘Nichevka’, ‘Nikodimka’, ‘Nisevka’, ‘Procoupatz’, ‘Procupac’, ‘Prokoupatz’, ‘Prokupac Black’, ‘Prokupac Blauer’, ‘Prokupac Crni’, ‘Prokupac Nero’, ‘Prokupac Noir’, ‘Prokupats’, ‘Prokupatz’, ‘Prokupec’, ‘Prokupka’, ‘Rekavac’, ‘Rekovacka Crnka’, ‘Rskavac’, ‘Rskavats’, ‘Rskavaty’, ‘Scopo Cherno’, ‘Scopsko Cherno’, ‘Skopsko Crno’, ‘Skopsko Tsrno’, ‘Surac Plavi’, ‘Tsrnina’, ‘Tsrnka’, ‘Vinta’, ‘Zachinok’, ‘Zaichin’, ‘Zarchin’, ‘Zarcin’, ‘Zartchin’, ‘Zartchine’.

## Neuzüchtungen
Die Sorte war Kreuzungspartner bei:
- ‘Jagodinka’: Rotweinsorte, (‘Pinot noir’ × ‘Prokupac‘)[6]
- ‘Beala Debela’: Weißweinsorte, (‘Alba Imputatato’ × ‘Prokupac‘)[7]
- ‘Razakita Mirisliva’: Tafeltraubensorte, (‘Prokupac‘ × ‘Razachie Roste’)[8]
- ‘Ropogos Sarga’: Weißweintraube, (‘Coarina Alba’ × ‘Prokupac‘)[9]
- ‘Evita’ Tafeltraubensorte, ((‘Clinton’ × ‘Muscat Hamburg’) × ‘Prokupac‘)[10]